# Chloridolum nobuoi
Chloridolum nobuoi är en skalbaggsart som beskrevs av Hayashi 1984. Chloridolum nobuoi ingår i släktet Chloridolum och familjen långhorningar.
Artens utbredningsområde är Filippinerna. Inga underarter finns listade i Catalogue of Life.